# Meg Myers

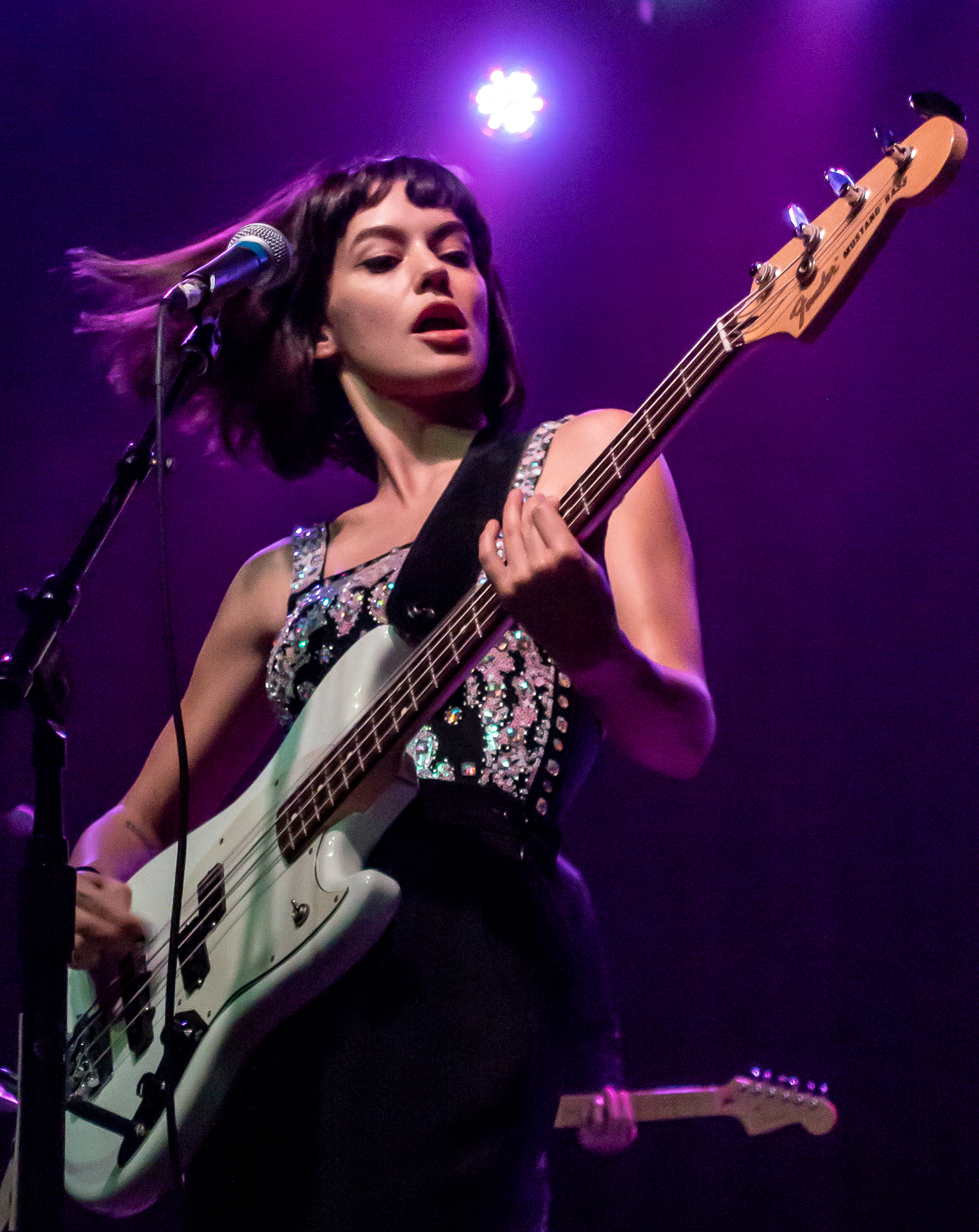
Myers (2018)

Meg Myers (ur. 6 października 1986 w Nashville) – amerykańska piosenkarka i muzyk. Obecnie mieszka w Los Angeles.

## Życiorys
Urodziła się w Nashville, pochodzi z Great Smoky Mountains w stanie Tennessee. Po rozwodzie rodziców zamieszkała z matką i ojczymem w Ohio, a kiedy miała 12 lat, przeprowadziła się z rodziną do Florydy, gdzie zaczęła śpiewać, nauczyła się grać na gitarze i napisała swoje piosenki na keyboardzie.
W dorosłym życiu przeprowadziła się do Los Angeles, aby zacząć karierę muzyczną. Po przeprowadzce poznała Doctora Rosena Rosena, z którym podpisała kontrakt płytowy. W 2012 roku dołączyła do wytwórni Atlantic Records, a sześć lat później przeszła do firmy 300 Entertainment.

## Dyskografia

### Albumy studyjne
- Sorry (2015)
- Take Me to the Disco (2018)

### Minialbumy (EP)
- Daughter in the Choir (2012)
- Make a Shadow (2014)

### Single
- „Monster” (2011)
- „Curbstomp” (2012)
- „Tennessee” (z Doctor Rosen)” (2012)
- „Heart Heart Head” (2013)
- „Desire” (2013) – złota płyta w Polsce[2]
- „Sorry” (2015)
- „Lemon Eyes” (2015)
- „Motel” (2016)
- „Numb” (2018)
- „Running Up That Hill” (2019)